# SN 2006ia
SN 2006ia – supernowa typu Ia odkryta 22 września 2006 roku w galaktyce A020719+0115. W momencie odkrycia miała maksymalną jasność 21,00m.